# Cornale e Bastida

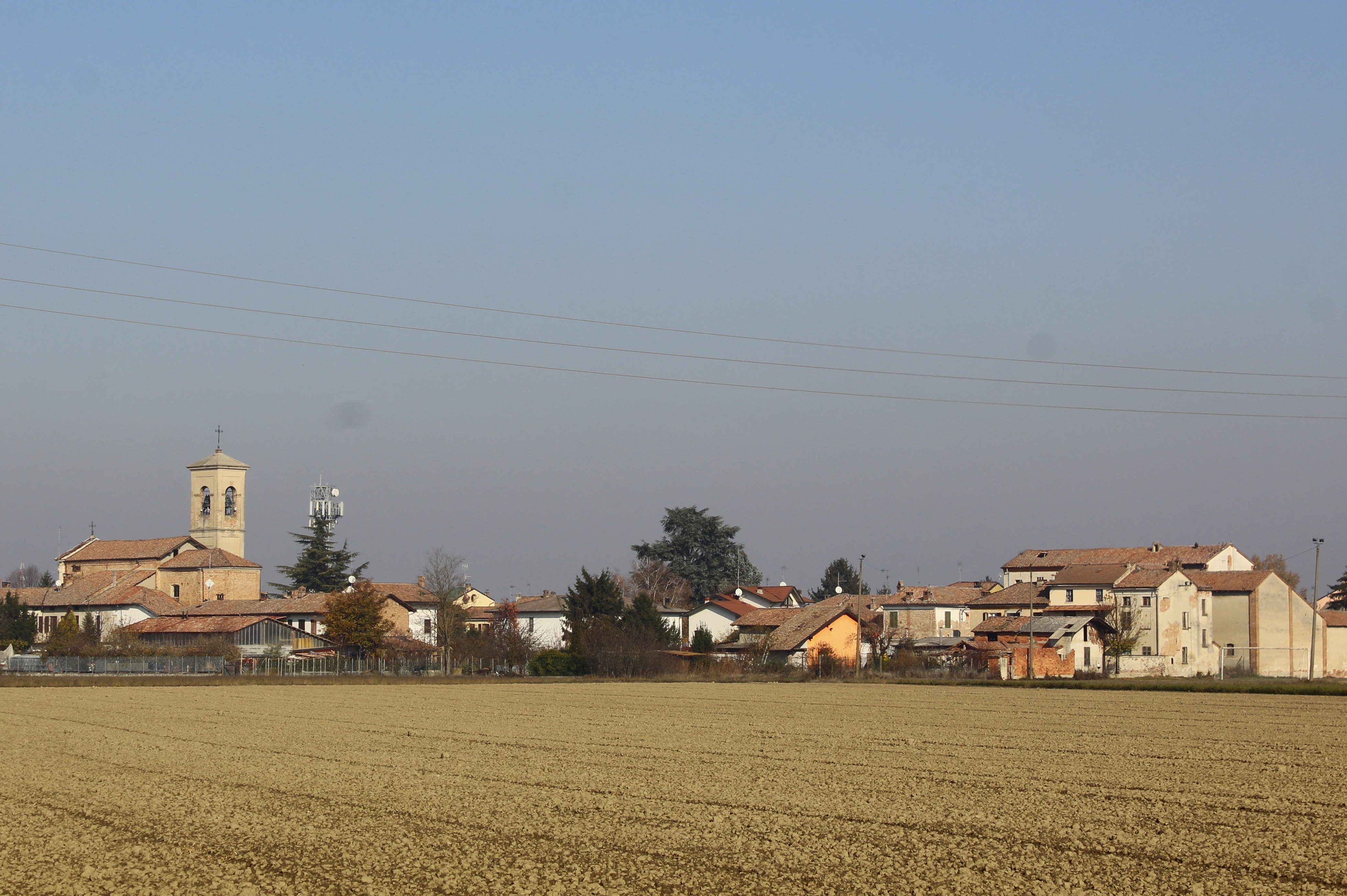
Panorama von Cornale e Bastida

Cornale e Bastida ist eine italienische Gemeinde (comune) mit 810 Einwohnern (Stand 31. Dezember 2023) in der Provinz Pavia in der Lombardei. Die Gemeinde entstand zum 4. Februar 2014 durch den Zusammenschluss der bis dahin eigenständigen Gemeinden Cornale und Bastida de’ Dossi.

## Geografie
Die Gemeinde liegt etwa 25 Kilometer südwestlich der Provinzhauptstadt Pavia und etwa 50 km südwestlich der Regionalhauptstadt Mailand. Sie grenzt unmittelbar an die Provinz Alessandria und liegt in der klimatischen Einordnung italienischer Gemeinden in der Zone E, 2 619. Das Rathaus ist in Cornale. Durch das Gemeindegebiet fließt der Fluss Po.
Die Nachbargemeinden sind Casei Gerola, Isola Sant’Antonio (AL), Mezzana Bigli, Sannazzaro de’ Burgondi, Silvano Pietra